# Rymättylä
Rymättylä (in svedese Rimito) è stato un comune finlandese di 1 999 abitanti, situato nella regione del Varsinais-Suomi. Il comune è stato soppresso nel 2009, anno in cui viene inglobato nel comune di Naantali.